# Форка ди Вале (Терамо)
Форка ди Вале (итал. Forca di Valle) је насеље у Италији у округу Терамо, региону Абруцо.
Према процени из 2011. у насељу је живело 199 становника. Насеље се налази на надморској висини од 758 м.